# Karol Wądołkowski
Karol Wądołkowski pseud. Mścisław (ur. w 1893 w Warszawie, zm. 4 sierpnia 1920 pod Paprocią Dużą) – harcerz, jeden z pierwszych skautów w Warszawie, porucznik Wojska Polskiego, kawaler Orderu Virtuti Militari.

## Życiorys
Karol Wądołkowski uczył się w Gimnazjum Wojciecha Górskiego w Warszawie, gdzie z ramienia OMN współtworzył tajny skauting. W 1915 roku wraz z innymi starszymi skautami wstąpił do Batalionu Warszawskiego POW, gdzie został dowódcą kompanii. Po dołączeniu Batalionu do I Brygady Legionów Polskich służył w I Brygadzie. Na przełomie 1916/1917 był komendantem okręgu siedleckiego POW.
W czasie wojny polsko-bolszewickiej walczył w 201 pułku piechoty. Poległ w bitwie pod Paprocią Dużą.

## Awanse
- podporucznik – przed 1917 rokiem
- porucznik – przed sierpniem 1920 roku
- kapitan – awansowany pośmiertnie[5]

## Ordery i odznaczenia
- Krzyż Srebrny Orderu Wojskowego Virtuti Militari[6] nr 6512 – pośmiertnie, 17 maja 1922[7][8][9]
- Krzyż i Medal Niepodległości z Mieczami – pośmiertnie[10]
- Krzyż Walecznych – pośmiertnie[5]

## Życie prywatne
Karol Wądołkowski był synem Antoniego i Stanisławy z Kręckich. Był najstarszym z ich trzech synów (pozostali to: Jerzy i Ignacy). Mieli trzy siostry: Reginę (1900–1996), późniejszą żonę Henryka Dyducha, Anielę i Annę (właśc. Marię).